# Jol Ashupá
Jol Ashupá är en ort i Mexiko.   Den ligger i kommunen Chilón och delstaten Chiapas, i den sydöstra delen av landet, 800 km öster om huvudstaden Mexico City. Jol Ashupá ligger 845 meter över havet och antalet invånare är 104.
Terrängen runt Jol Ashupá är bergig. Runt Jol Ashupá är det ganska tätbefolkat, med 54 invånare per kvadratkilometer. Närmaste större samhälle är Sacún Cubwitz, 6,5 km söder om Jol Ashupá. I omgivningarna runt Jol Ashupá växer i huvudsak städsegrön lövskog.